# Rhynchocinetes durbanensis
Rhynchocinetes durbanensis is een garnalensoort uit de familie van de Rhynchocinetidae. De wetenschappelijke naam van de soort is voor het eerst geldig gepubliceerd in 1936 door Gordon.